# Cornelia Tausch

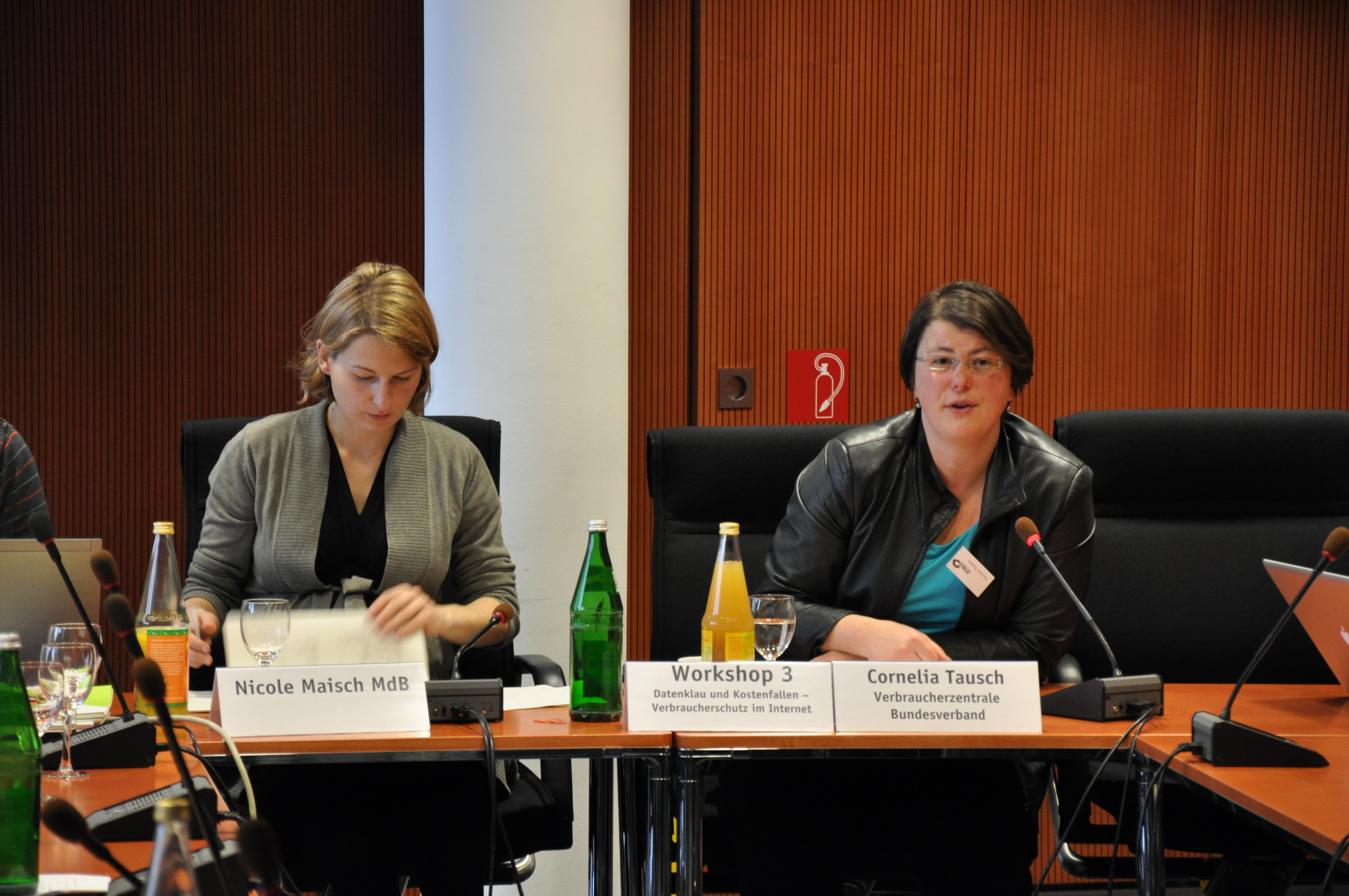
Nicole Maisch und Cornelia Tausch.

Cornelia Tausch (* 4. April 1966 in Paderborn) ist eine deutsche Politikerin und ehemalige Landtagsabgeordnete (SPD).

## Leben und Beruf
Nach dem Schulbesuch mit dem Abschluss Abitur studierte sie in den Jahren 1985 bis 1992 Volkswirtschaftslehre an der Universität-Gesamthochschule Paderborn und am St. Olaf College, Minnesota (USA) mit dem Abschluss Diplom-Volkswirtin. Danach war sie wissenschaftliche Mitarbeiterin an der Universität-Gesamthochschule Paderborn und an der Bergischen Universität-Gesamthochschule Wuppertal.
Mitglied der SPD ist Tausch seit dem Jahr 1988. Sie war in zahlreichen Gremien der SPD vertreten, so unter anderem als Mitglied im Unterbezirksvorstand Wuppertal und als Mitglied des Landesvorstandes der NRW-SPD.
In den Jahren 2008 bis 2013 war Tausch Leiterin des Fachbereichs Wirtschaft und Internationales beim Verbraucherzentrale Bundesverband. Seit Mai 2013 ist sie Vorstand der Verbraucherzentrale Baden-Württemberg.

## Abgeordnete
Vom 2. Juni 2000 bis zum 2. Juni 2005 war Tausch Mitglied des Landtags des Landes Nordrhein-Westfalen. Sie wurde im Wahlkreis 036 Wuppertal II direkt gewählt.

## Sonstiges
Tausch war Mitglied der zwölften Bundesversammlung, die am 23. Mai 2004 den Bundespräsidenten Horst Köhler wählte. In den Jahren 2010 bis 2013 war sie Mitglied der Enquete-Kommission Internet und digitale Gesellschaft, in die sie von der SPD als Sachverständige berufen worden war.
Sie ist seit dem Jahr 2016 Mitglied im ZDF-Fernsehrat als Vertreterin des Bereichs „Verbraucherschutz“.